# Skönheten och odjuret (film, 1983)
Skönheten och odjuret är en dansk dramafilm från 1983, skriven och regisserad av Nils Malmros. Den handlar om en tonårstjejs relation till sin pappa och de konflikter som uppstår mellan barn och föräldrar när barn blir vuxna.

## Medverkande
- Line Arlien-Søborg
- Jesper Klein
- Preben Kristensen
- Merete Voldstedlund
- Carsten Jörgensen
- Eva Gram Scholdager
- Brian Theibel
- Jan Johansen
- Michael Nørgaard
- Lone Elliot

## Priser
I 1984 vann filmen Bodilpriset för bästa danska film och Line Arlien-Søborg fick Bodilpriset för bästa kvinnliga huvudroll.
Filmen vann även Robert-priset för årets danska långfilm, Robert-priset för årets kvinnliga huvudroll till Line Arlien-Søborg, Robert-priset för årets manliga huvudroll till Jesper Klein, och Robert-priset för årets originalmanus till Nils Malmros.